# Казат
Казат (фр. Cazats) насеље је и општина у југозападној Француској у региону Аквитанија, у департману Жиронда која припада префектури Лангон.
По подацима из 2011. године у општини је живело 301 становника, а густина насељености је износила 40,24 становника/km². Општина се простире на површини од 7,48 km². Налази се на средњој надморској висини од 109 метара (максималној 124 m, а минималној 38 m).

## Демографија
| 1962. | 1968. | 1975. | 1982. | 1990. | 1999. | 2011. |
| ----- | ----- | ----- | ----- | ----- | ----- | ----- |
| 211   | 225   | 197   | 213   | 211   | 224   | 301   |

График промене броја становника у току последњих година